# 6221-es mellékút (Magyarország)
A 6221-es számú mellékút egy nagyjából négy kilométer hosszú, négy számjegyű mellékút Fejér vármegye déli részén. Dunaújváros délnyugati agglomerációjának egyik települését, Baracsot köti össze a várossal, valamint a 6-os főúttal.

## Nyomvonala
A 6-os főútból ágazik ki, annak 73-as kilométerszelvénye közelében, Dunaújváros délnyugati külterületén. Délnyugat felé indul, 1,7 kilométer után átlép Baracs területére, ott keresztezi az M6-os autópályát, csomópont nélküli felüljáróval, majd 2,9 kilométer után áthalad az M8-as autópálya alatt (itt sincs csomópont). 3,2 kilométer után éri el Baracs házait, ahol Remény sor lesz a neve. A település központjának északkeleti részén ér véget, egyenes folytatása Széchenyi István utca néven már önkormányzati út, annak folytatása a község lakott területét elhagyva a földútként a 6228-as út daruszentmiklósi szakaszáig folytatódik. Ugyanitt ér véget délkelet felől a 62 121-es út is, 6,7 kilométer megtétele után; ez Dunaföldvár irányából, Templomos településrész érintésével vezet a községbe, folytatása egy burkolt, de elég rossz minőségű (valószínűleg önkormányzati üzemeltetésű) útként Nagyvenyim központjáig húzódik, ahol a 6219-es útba torkollik.
Teljes hossza, az országos közutak térképes nyilvántartását szolgáló kira.gov.hu adatbázisa szerint 3,887 kilométer.